# Emoia reimschisseli
Emoia reimschisseli este o specie de șopârle din genul Emoia, familia Scincidae, descrisă de Tanner 1950. Conform Catalogue of Life specia Emoia reimschisseli nu are subspecii cunoscute.